# Millardia kondana
Millardia kondana је врста глодара из породице мишева (лат. Muridae). 

## Распрострањење
Индија је једино познато природно станиште врсте.

## Станиште
Врста Millardia kondana има станиште на копну.

## Начин живота
Врста Millardia kondana прави гнезда. 

## Угроженост
Ова врста је крајње угрожена и у великој опасности од изумирања.

### Популациони тренд
Популација ове врсте се смањује, судећи по расположивим подацима.